# Вулиця Володимира Рутківського
Вулиця Володимира Рутківського — вулиця Одеси, в історичній частині міста, неподалік від парку ім. Шевченка. Вулиця бере свій початок від перетину із Обсерваторним провулком і закінчується перетином із бульваром Гетьмана Сагайдачного.
Перша назва вулиці була Стурдзовський провулок, на честь одеського дипломата і письменника Олександра Стурдзи (1791-1854). Згодом вулиця змінила назву на Купальний провулок, під якою була відома за більший період свого існування. Особливу славу вилиця дістала завдяки наявності тут шкірно-венерологічного відділення. У 1973 році вулиця була перейменована на вулиця Віри Інбер, на честь російської поетеси Віри Інбер, яка жила на цій вулиці у будинку №5 у будинку типографії купця 2-ї гільдії М.Л. Шпенцера (її батька).
26 липня 2024 року розпорядженням Голови Одеської ОВА вулиця перейменована на вулицю Володимира Рутківського, на честь українського літератора Володимира Рутківського.